# Muntura Nikon S
La muntura Nikon S, introduïda el 1948, està dissenyada pel seu ús amb càmeres telemètriques analògiques de 35mm, com la Nikon I, la primera de la sèrie.
La muntura té un diàmetre de 49mm i una distància focal de brida de 34,85mm.
El primer model, utilitzava un negatiu de 32x24mm, a partir de la Nikon M i la Nikon S, ja van utilitzar l'estàndard de 36x24mm.
La muntura era una còpia de la muntura de les càmeres telemètriques de Zeiss Ikon Contax, però, les petites diferències entre ambdues fan que, tot i que les lents gran angular de Zeiss es puguin usar en les càmeres Nikon i viceversa, les lents més llargues (50mm i més), no podran enfocar a infinit.
La muntura en si té dues baionetes, una a l'interior de la càmera i una altra a l'exterior. Les lents que usen la baioneta interior de la càmera no necessiten tenir cap helicoide d'enfocament integrat al barril de l'objectiu. Com a conseqüència, l'objectiu 50mm f/1,4 és extremadament petit, ja que només conté l'òptica. L'enfocament d'aquestes lents es pot fer girant la roda dentada a la part superior davantera del cos de la càmera o girant el mateix barril de la lent (l'escala de distància es troba al cos de la càmera). La baioneta externa s'usa per muntar lents més llargues i pesades on l'helicoide integrat no seria prou fort per girar el canó de la lent.

## Esquema de noms de les càmeres amb muntura S

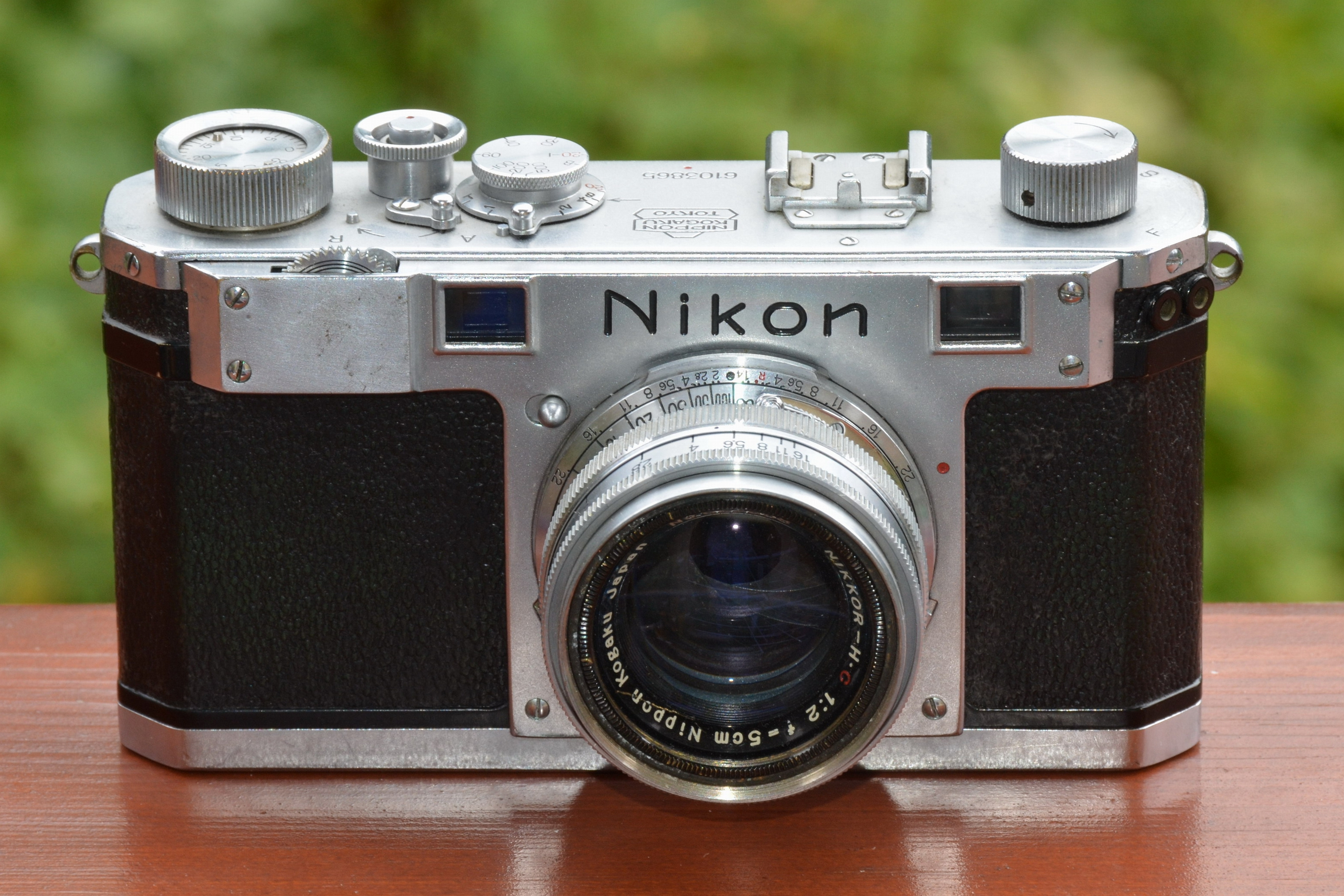
Nikon S + Nikkor-H-C 50mm f/2

| Model     | Any  |
| --------- | ---- |
| Nikon I   | 1948 |
| Nikon M   | 1949 |
| Nikon S   | 1950 |
| Nikon S2  | 1954 |
| Nikon SP  | 1957 |
| Nikon S3  | 1958 |
| Nikon S4  | 1959 |
| Nikon S3M | 1960 |

## Sigles
La lletra C d'alguns objectius Nikkor s'usa per indicar que les lents inclouen un revestiment.
Igual que tots els altres fabricants d'objectius, Nikon també usa un conjunt de sigles per a designar aspectes bàsics de cada objectiu:
- Micro: Objectiu macro
- Reflex: Objectiu catadiòptric
- W (Wide): Objectiu gran angular

La lletra que hi ha just després de la paraula Nikkor en els objectius, indica el nombre d'elements de l'objectiu. Les lletres provenen de l'alfabet llatí o grec:
| Lletra | Significat | Elements |
| ------ | ---------- | -------- |
| U      | Uns        | 1        |
| B      | Bini       | 2        |
| T      | Tres       | 3        |
| Q      | Quatuor    | 4        |
| P      | Pente      | 5        |
| H      | Hex        | 6        |
| S      | Septem     | 7        |
| O      | Octo       | 8        |
| N      | Novem      | 9        |
| D      | Decem      | 10       |

## Objectius
Nikon va fabricar un petit nombre d'objectius de distància focal més llarga, dissenyats específicament per enfocar correctament quan s'usen en un Contax. Aquests eren de 85mm, 105mm i 135mm. Cadascun estava marcat amb una "C" al costat del canó de l'objectiu. Això no s'ha de confondre amb la marca "C" usada com a sufix del número de sèrie. També diversos dels primers objectius Nikkor van usar aquesta marca per indicar que les lents constaven d'un revestiment.
Els objectius a partir de 180mm van estar dissenyats per usar-se només amb una carcassa reflex.

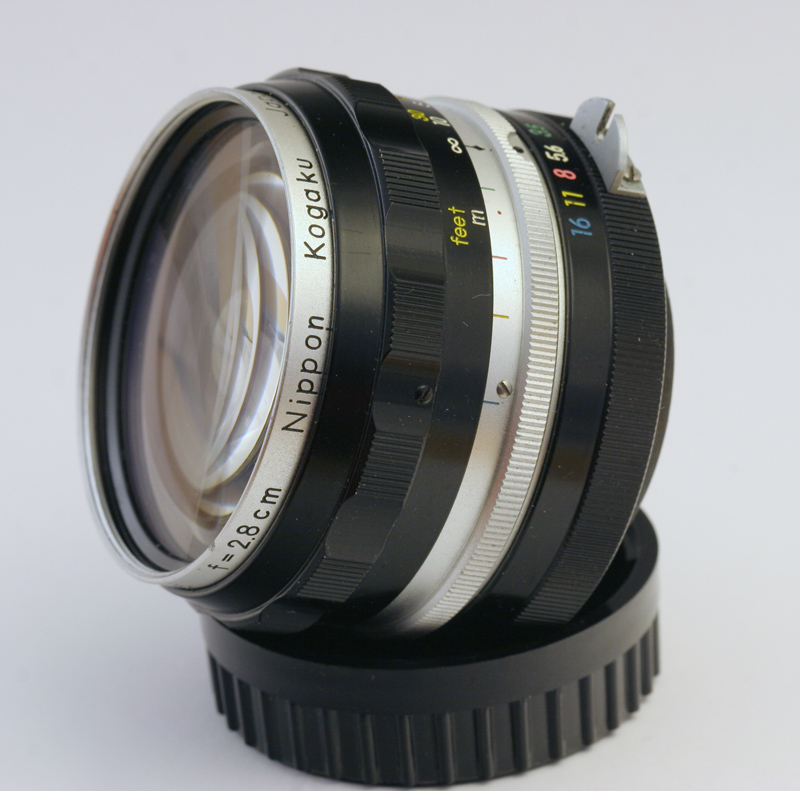
Nikkor-H 28mm f/3.5

| Distància focal | Obertura | Any  | Distància mínima d'enfoc | Diametre de filtre |
| --------------- | -------- | ---- | ------------------------ | ------------------ |
| 21mm            | 4.0      | 1959 | 0.90m                    | 43mm               |
| 25mm            | 4.0      | 1954 | 0.90m                    | Sèrie VII          |
| 28mm            | 3.5      | 1953 | 0.90m                    | 43mm               |
| 35mm            | 3.5      | 1948 | 0.90m                    | 43mm               |
| 35mm            | 2.5      | 1952 | 0.90m                    | 43mm               |
| 35mm            | 1.8      | 1956 | 0.90m                    | 43mm               |
| 50mm            | 3.5      | 1956 | 0.45m                    | 34.5mm             |
| 50mm            | 2.0      | 1948 | 0.90m                    | Sèrie VI           |
| 50mm            | 2.0      | 1950 | 0.91m                    | 40.5mm             |
| 50mm            | 1.5      | 1950 | 0.90m                    | 40.5mm             |
| 50mm            | 1.4      | 1950 | 0.90m                    | 43mm               |
| 50mm            | 1.4      | 1965 | 0.90m                    | 43mm               |
| 50mm            | 1.4      | 2000 | 0.90m                    | 43mm               |
| 50mm            | 1.1      | 1956 | 0.90m                    | 62mm               |
| 50mm            | 1.1      | 1959 | 0.90m                    | 62mm               |
| 85mm            | 2.0      | 1949 | 1.00m                    | 48mm               |
| 85mm            | 1.5      | 1953 | 1.00m                    | Sèrie VIII         |
| 105mm           | 4.0      | 1959 | 1.20m                    | 34.5mm             |
| 105mm           | 2.5      | 1954 | 1.20m                    | 52mm               |
| 135mm           | 4.0      | 1948 | 1.50m                    | 40.5mm             |
| 135mm           | 4.0      | 1958 | -                        | Sèrie VII          |
| 135mm           | 3.5      | 1951 | 1.50m                    | 43mm               |
| 180mm           | 2.5      | 1955 | 2.10m                    | Sèrie IX           |
| 250mm           | 4.0      | 1955 | 3.00m                    | Sèrie IX           |
| 350mm           | 4.5      | 1959 | 4.00m                    | Sèrie IX           |
| 500mm           | 5.0      | 1955 | 7.62m                    | 110mm              |
| 1000mm          | 6.3      | 1959 | 30.0m                    | -                  |

## Terceres marques
A part de les òptiques de Contax que son compatibles amb la muntura, altres fabricants com Fuji, Komura o Zunow, van fabricar òptiques amb muntura S.
L'any 2002, Cosina Voigtländer va fabricar la Bessa R2S, una càmera amb muntura Nikon S i diversos objectius.